# チンギス・カン駅
チンギス・カン駅（中国語: 成吉思汗站、モンゴル語：ᠴᠢᠩᠭᠢᠰ
ᠬᠠᠭᠠᠨ　転写：Cinggis qaɣan）とは、中華人民共和国内モンゴル自治区フルンボイル市ジャラントン市 チンギス・カン・バルガス（成吉思汗鎮）に位置する浜洲線の駅。

## 概要
電化区間にあり、ハルビン駅から384キロメートル離れている。ハルビン鉄道局チチハル車務段に所属し、四等駅である。駅名の由来は、モンゴル帝国の初代皇帝（カアン）であったチンギス・カンの名前が付いた鎮に位置しているためである。

## 歴史
- 1901年　開業。

## 隣の駅
中華人民共和国鉄道部
浜洲線
吉新河駅 - 成吉思汗駅 - 古里金駅